# 中央倫敦鐵路

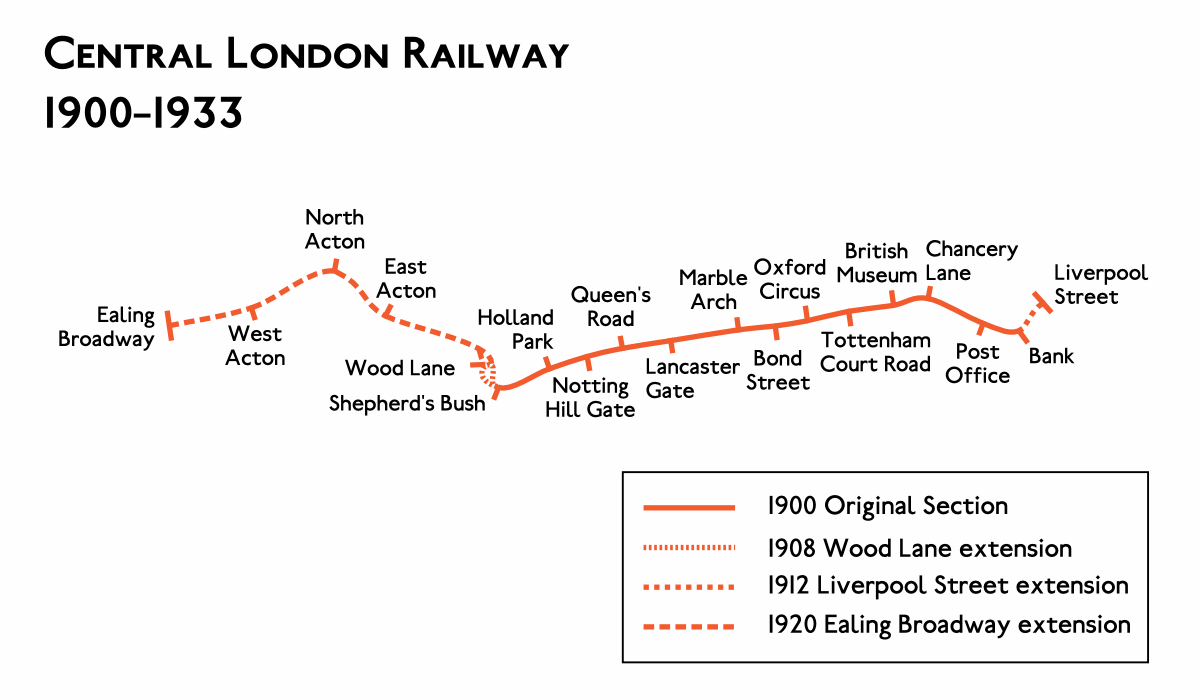
1900年至1933年的中倫敦鐵路線路圖

中倫敦鐵路（英語：Central London Railway，中倫敦鐵路），又被称为“两便士地铁”，是倫敦歷史上一条深层地铁线路，其路線相當於今日倫敦地鐵的中央線中部部分。
中倫敦鐵路公司設立於1889年。在于1895年成功筹资后，中央線於1896年至1900年间完成施工。1913年，中倫敦鐵路被倫敦地下電氣鐵路公司收購。开通初期的中倫敦铁路长达 9.14 公里，全部区间為地下复线铁路；全程共有13个车站，西起牧者丛，东至英格兰银行，而车辆段和初代供电站则位于牧者丛站的北边。在改建为环线的计划被否决后，本线在1908年向西延长到伍德巷站，又在1912年東延至利物浦街车站。到1920年，本线的列車服務沿着大西部铁路延伸到伊靈大道，里程也增加到了 17.57 公里。

## 建造过程

### 筹划（1889–1892）

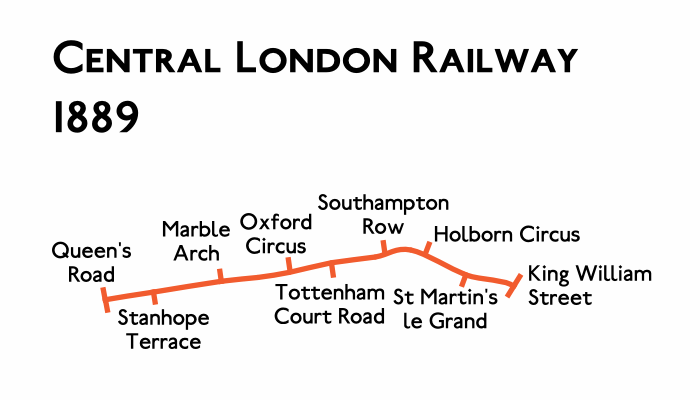
未能实现的1889年计划：西端總站為女王路、東端總站為威廉王街

1889年11月，伦敦中央铁路公司发布了一份关于私人法案的告示。相关法案随后被呈上1890年的英国议会立法期间。法案建议修建一条地下电气化铁路；西端起点位于贝斯沃特的女王道和贝斯沃特路口、東端起點在倫敦市里的威廉王街，由西至東经过贝斯沃特路、牛津街、霍本高街、霍本、霍本高架橋、纽盖特、齐普赛街和家禽街，并连接当时还在施工的城市及南伦敦铁路（城市及南倫敦鐵路）。车站则分别位于女王道、大理石拱门、牛津圆环、托特纳姆宫路、南安普顿道、霍本圆环、圣马丁大道和威廉王街地下。
隧道的设计直径为 3.35 米，由盾构机开凿，再由铸铁板砌成；在车站区域，隧道的直径会根据设计，在 6.71 至 8.84 米之间变化。变电站和车辆段则选址在皇后路西侧的一个 0.61 公頃的空地处。每个车站都将有从街面到地下站台的液压电梯。
然而，此计划遭到了多方的反对。
- 大都会铁路和区域铁路（英语：District Railway）的反对最为强烈。由于中倫敦铁路的走向与内环线[註 2]相近，两家公司担心客流量会被分流。
- 伦敦市法团担心其工程與城市及南伦敦铁路建造工程一样引起沉降，并影响路线周围的建筑。
- 圣保罗座堂的主任牧师和教士们担心施工会损毁教堂的地基。
- 约瑟夫·巴扎尔杰特爵士（英语：Joseph Bazalgette）担心隧道会损坏城市的排水系统。

最后法案虽然在下议院通过，却被上议院否决。上议院建议推迟表决，直到城市及南伦敦铁路开通，其运营情况得到评估之后。

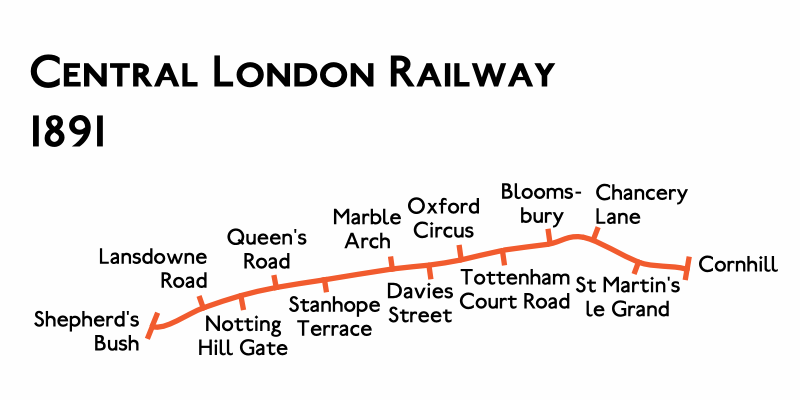
被批准的1891年计划，路線西端為牧者叢，東端為康丘

1890年11月，城市及南倫敦鐵路开通后，中倫敦鐵路向次年的國會提交了一份新的法案。法案中建議线路沿诺丁山高街及荷兰公园大道西延至牧者丛綠地的东侧，而车辆段和供电站也改为伍德巷的东侧、牧者丛站的北端。該西延線的設計靈感來自曾於 1890 年初短暫提議過、但被放棄的中倫敦地鐵計劃（該計劃打算直接在道路下方建設一條淺層地鐵線，路線類似中倫敦鐵路）。東端總站亦被改為康丘 ，擬建的南安普頓道站（Southampton Row）也被布卢姆茨伯里站取代。在蘭斯當路、諾丁山門、戴維斯街（中倫敦鐵路計劃向北延伸與牛津街匯合）和法院巷增設了中間站。先前與城市及南倫敦鐵路連接的計劃被放棄，中倫敦鐵路隧道的直徑增加到 3.51 米。這次，該法案得到了國會兩院的批准，並於1891 年8 月 5 日獲得御准，成為 1891 年《中倫敦鐵路法》（54 & 55 Vict.c. cxcvi）。1891年11月，中倫敦鐵路公佈了另一項法案。路線東端改道東北，延伸至大東部鐵路的總站利物浦街車站，康丘總站被取消，並計劃在皇家交易所增設一站。該法案於 1892 年 6 月 28 日獲御准，成為 1892 年《中倫敦鐵路法》（55 & 56 Vict.c. ccxli）。
建造中倫敦鐵路的資金是由包括歐內斯特·卡賽爾、亨利·奧本海姆 （Henry Oppenheim）、達賴斯·奧格登·米爾斯 （Darius Ogden Mills） 和羅斯柴爾德家族成員在內的金融家財團獲得的。1894 年3 月 22日，該財團聘請了一家鐵路承包商——電力牽引有限公司 （ETCL） 來修建鐵路，該公司同意建設成本為 2,544,000 英鎊（約合今天的3.08億英鎊），外加 700,000 英鎊的 4% 公司債券。1895 年 6 月，財團以每股 10 英鎊的價格出售 285,000 股中倫敦鐵路公司股票。 因為類似的鐵路計劃曾以失敗告終，英國公眾對此類投資持謹慎態度，所以最終只有 14% 的股票是被英國公眾購買。除了一些股份在歐洲和美國出售外，未售出的剩餘股份均由該財團的成員或 ETCL 購買。

### 建造（1896–1900）
為了設計這條鐵路，中倫敦鐵路公司聘請了工程師詹姆斯·亨利·格雷特黑德、約翰·福勒爵士和本傑明·貝克爵士。格雷特黑德曾擔任塔樓地鐵、城市及南倫敦鐵路的工程師，並開發了用於挖掘泰晤士河河底隧道的盾構機。福勒曾擔任大都會鐵路的工程師（該鐵路是 1863 年開通的世界第一條地下鐵路），貝克曾與福勒一起參與紐約高架鐵路和福斯橋的建設。工作開始後不久，格雷特黑德就去世了，他在城市及南倫敦鐵路建造期間的助手巴茲爾·莫特 （Basil Mott） 接替了他的工作。賀拉斯·菲爾德·帕歇爾（Horace Field Parshall）是電氣化系統的顧問工程師和設計師，負責發電廠和機車的設計。

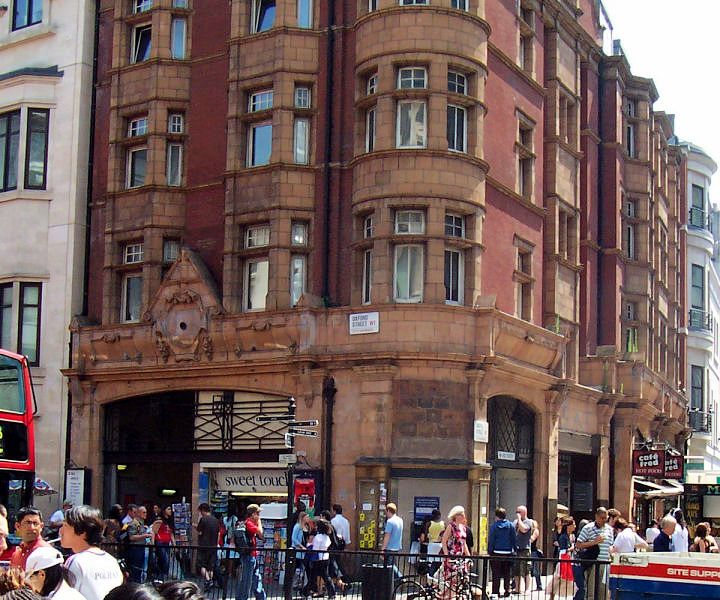
牛津圓環站，其中一個使用 Harry Bell Measures 設計的中倫敦鐵路站，從角落看到其米色陶土建築的兩個立面。一樓設有車站出口，上部樓層採用磚塊和陶土混合的立面。

與大多數同類立法一樣，1891 年《中倫敦鐵路法》對強制徵收土地和籌集資金規定了時間限制。此類立法規定了時間限制，以鼓勵鐵路公司盡快完成其線路的建設，並阻止鐵路公司以未使用的權限無限期地阻止其他提案。原定的竣工日期是1896年底，但由於籌集資金和徵收站址需時，導致工程於當年年初仍未開始。為了爭取更多時間，中倫敦鐵路獲 1894 年《中倫敦鐵路法》（57 & 58 Vict.c. lvii）批准延期至 1899 年。 ETCL 將建築工程分為三個分包合約：從牧者叢到大理石拱門、大理石拱門到聖馬丁大道、以及聖馬丁大道到銀行。 1896 年 4 月，法院巷舊址的建築被拆除，8 月至 9 月，法院巷、牧者叢、斯坦霍普台道和布卢姆茨伯里開始建造豎井。 
由於中倫敦鐵路公司與大東部鐵路公司未能就穿越利物浦街車站地底的工程達成共識，銀行站以東的最後一段僅修建了一小段側線。為了最大程度地降低地面沉降的風險，隧道的路線沿著地面道路延伸，並避免穿過建築物下方。通常情況下，隧道是在地下 18 至 34 米處並排挖掘的，但如果道路太窄，隧道就會上下排列，這使許多車站擁有側式疊式月台。為了幫助到達車站的列車減速並加速離開車站的列車，月台隧道都會較行車隧道略高。
隧道工程於 1898 年底完工，但由於沒有安裝計畫中的鑄鐵隧道環混凝土襯砌，隧道的內徑通常為 3.56 米。對於銀行站，中倫敦鐵路與倫敦市法團協商，在針線街和康丘街交界處的道路和人行道下的鋼框架下建造售票大廳。這項工作涉及將管道和電纜轉移到連接售票大廳和街道的地鐵下方的管道中。這項工作的拖延導致鐵路公司損失慘重，更使其幾乎破產。施工期再透過 1899 年《中倫敦鐵路法》（62 & 63 Vict.c. clxxxv）獲准延長至 1900 年。 
除完全位於地下的銀行站外，所有車站均配有由Harry Bell Measures設計、立面採用米色陶土製成的地面建築。這些建築只有單層，以便將來在上面進行商業開發。每個車站都配備了由紐約史伯格電氣公司製造的升降機。電梯有多種尺寸和配置，以適應每個車站的客流量。通常，它們以兩到三組為一組，在共用的豎井內作業。車站隧道牆壁舖有純白色瓷磚，並由電弧燈照明。列車和車站運作所需的電力由伍德巷發電站提供，電壓為 5,000 伏交流電，沿途的變電站將該電壓轉換為 550 伏直流電，透過第三軌為列車供電。

## 开通

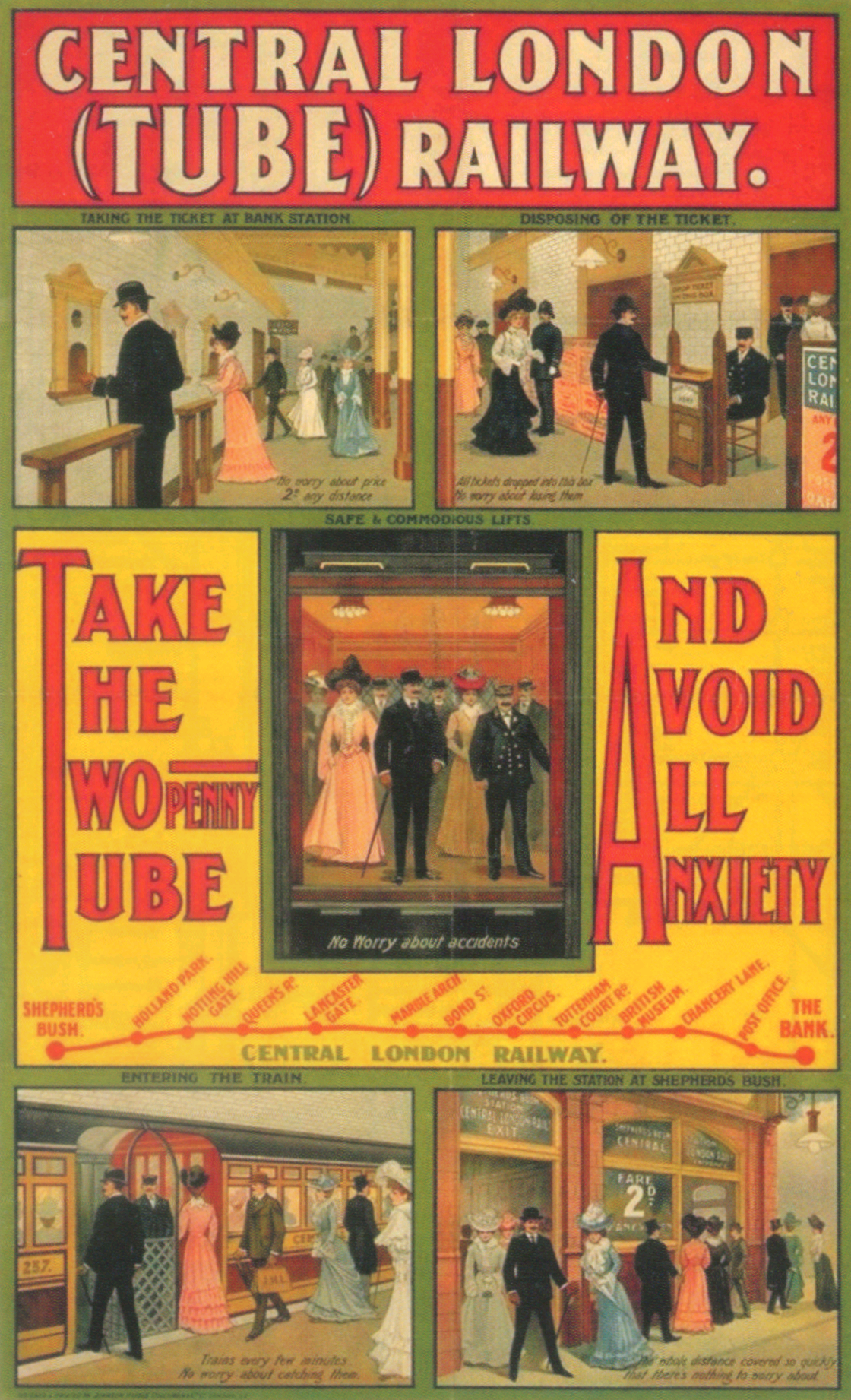
一張標題為“中倫敦（地鐵）鐵路”的1905年海報，副標題為“乘坐兩便士地鐵，避免一切焦慮”。該劇透過一系列插圖展示了乘客（穿著愛德華時代服飾）如何輕鬆購買車票、將車票交給檢票員、乘坐電梯、登上列車并快速到達目的地。一張簡單的路線圖示出了從牧者叢到銀行的鐵路路線。

1900 年6 月 27 日，威爾斯親王主持通車儀式，比 1899 年鐵路法的期限提前一天 ，但該線直到同年 7 月 30 日才向公眾開放。銀行站安裝了一塊開業紀念匾，上面列出了董事名單，包括亨利·奧克利爵士（主席）、卡爾羅斯的科爾維爾勳爵、弗朗西斯·諾利斯爵士、阿爾傑農·H·米爾斯、拉斯莫爾勳爵和亨利·坦南特。此鐵路的車站位於：
- 牧者叢
- 荷蘭公園
- 諾丁山大門
- 女王路（現女王道） [28]
- 蘭開斯特門
- 大理石拱門
- 邦德街（1900 年 9 月 24 日開幕）[28]
- 牛津廣場
- 托登罕宮路
- 大英博物館（1933年關閉）[28]
- 法院巷
- 郵局（現聖保羅）[28]
- 銀行

中倫敦鐵路公司對任何兩站之間的旅程收取 2 便士的統一票價，因此《每日郵報》在 1900 年 8 月給這條鐵路起了“兩便士地鐵”的綽號。這項服務非常受歡迎，到 1900 年底，這條鐵路已搭載了 14,916,922 名乘客。透過吸引使用沿途公車路線、大都會鐵路和區域鐵路蒸汽列車（速度較慢）的乘客改用中倫敦鐵路，鐵路在運營的最初幾年裡，每年的客流量就達到了 4500 萬人次左右，實現了相當於運營費用兩倍多的高營業額。從 1900 年到 1905 年，該公司向投資者支付了 4% 的股息。 

## 使用车辆
格雷特黑德最初計劃用一對小型電力機車牽引列車，分別位於列車的兩端，但貿易委員會拒絕了這一提議，並設計了一種更大的機車，其自身可以牽引多達七節車廂。通用電氣公司（其集團成員達賴斯·奧格登·米爾斯是董事之一）在美國製造了 28 台機車。抵達倫敦碼頭後，機車乘駁船沿著河流運送到車路士。其中一艘駁船在途中沉沒，但其機車被打撈上來，並與其他機車一樣從車路士經陸路送至伍德巷車廠，並在車廠內組裝，然後投入使用。阿什伯里客車及鋼鐵公司和布拉什電氣工程公司則製造了共 168 卡車廂。乘客通過車廂兩端的折疊格子門登上和離開列車；這些門是由坐在外部平台上的門衛操作的。因此一列列車最初需要八名乘務員操作：司機和助手，前後護衛以及四名門衛。中倫敦鐵路最初打算提供兩等車廂，並為車廂配備了不同品質的內部配件，但在開通前放棄了該計劃。

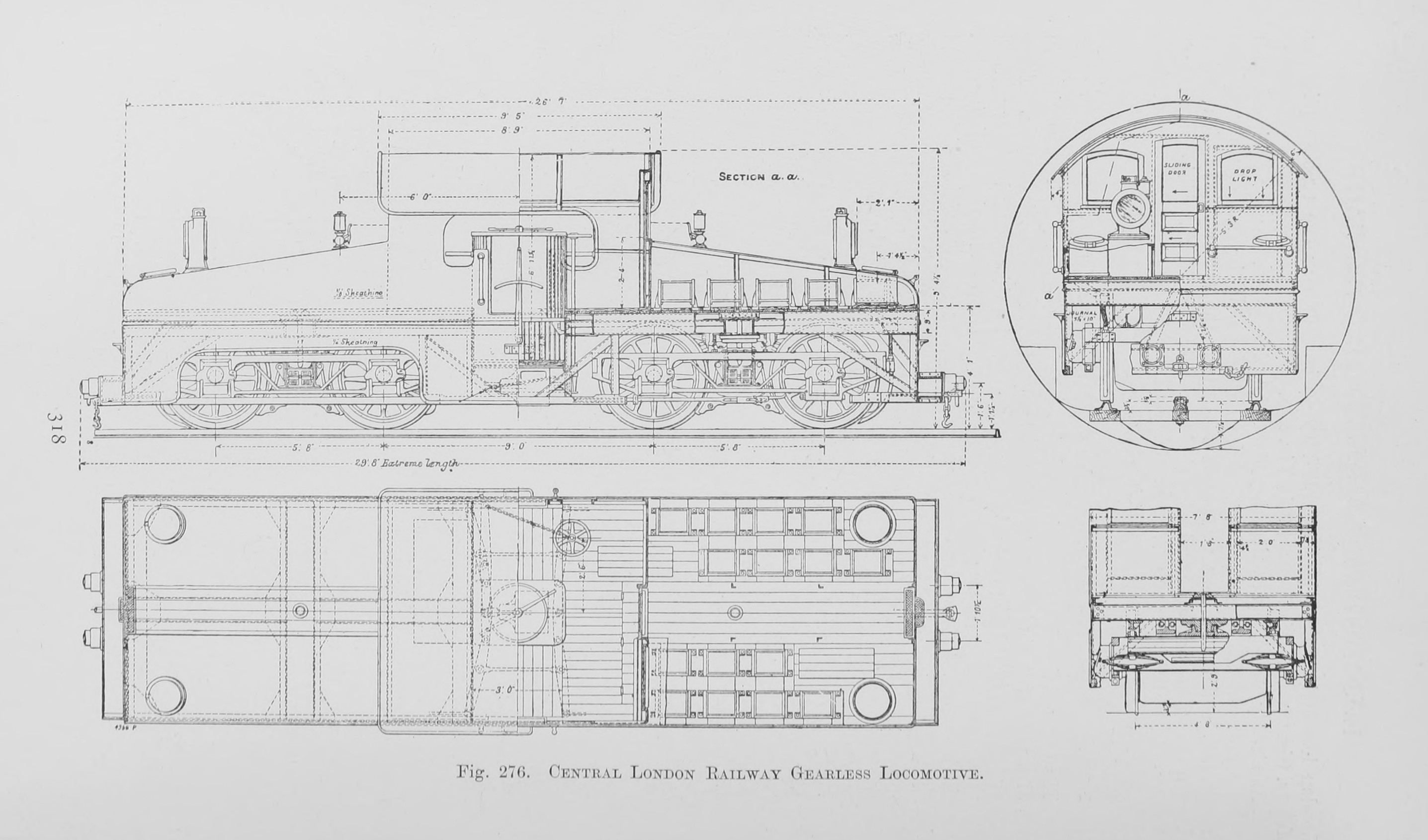
中倫敦鐵路的無齒輪機車

鐵路開通後不久，沿線建築物的居住者就開始抱怨列車經過時產生的震動。震動是由重達 44.7 公噸的大型無簧載機車引起的 。貿易委員會特別成立了一個委員會來調查這個問題，中倫敦鐵路也嘗試了兩個解決方案。第一方案中，三台機車經過改裝，使用更輕的發動機，並配備了改進的懸架，因此重量減輕到 31.5 公噸，其中更多的重量採用彈簧以減少振動；在第二方案，鐵路公司組建了兩列六節車廂的列車，將兩個末端車廂內裝，並配備它們單獨的發動機，使毋須機車就能以電聯車形式單獨運行。更輕的機車確實減少了地面感受到的震動，但電聯車幾乎完全消除了震動，因此中倫敦鐵路選擇採用第二方案。該委員會在 1902 年發布的報告還發現，鐵路公司選擇重量為 49.60 公斤/米的橋軌，而不是採用交叉枕木上剛性更大的牛頭軌，也導致了振動。
根據報告，中倫敦鐵路購買了 64 輛驅動車廂，並與既有車廂混合使用；這些列車組合成了有六到七節車廂的列車。 1903 年 6 月，改用電聯車運轉的工程完成，除兩台機車外，其餘機車均報廢。該兩輛機車被保留用於車廠調車。

## 延长计划

### 环形回车道（1901）

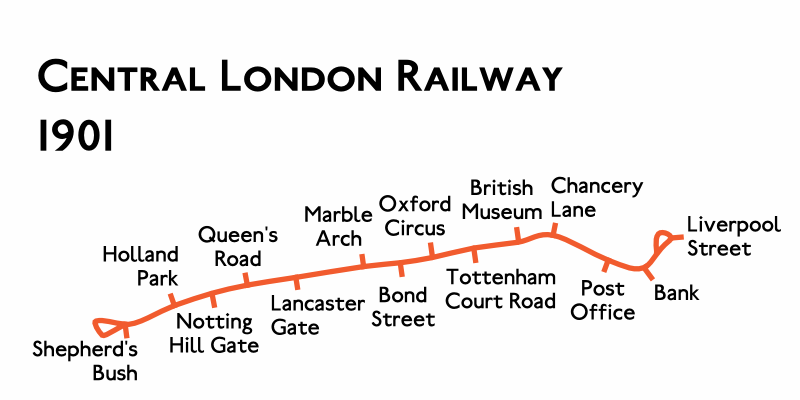
1901 年提出、被擱置的迴車道計劃

中倫敦鐵路的班次因為列車在終點站調頭需時而未能進一步加密。在旅程結束時，機車必須與列車前端斷開，並繞到車尾，然後重新連接，然後朝相反方向行駛；這項操作至少需時 2 分 30 秒。為了縮短這個間隔，中倫敦鐵路在1900年11月向1901年國會發布了一項法案。該法案請求允許在線路兩端建造迴車道，以便列車可以在不斷開機車的情況下掉頭。西端的迴車道計劃沿著牧者叢綠地三面逆時針延伸。在東端，可選方案是在利物浦街站下設一個環線，或者在針線街、老寬街、利物浦街、主教門下設一個更大的環線，然後返回針線街。迴車道計劃的預計開支為 80 萬英鎊（約合今天的9209萬英鎊）。由於東迴車道穿越不少私人土地下方，建造前需先向業主支付費用以取得通行權，因此預計開支中的大部分均用於東迴車道。
上述法案是 1901 年國會收到的十幾項地鐵法案之一。除了延長現有地鐵的法案外，當年還有七條新地鐵的法案提交給國會。雖然其中一些獲得了御准，但沒有一條建成。為了平等地審查這些法案，國會成立了一個由溫莎勳爵領導的聯合委員會。但當委員會提交報告時，國會會期已接近尾聲，法案的推動者被要求在 1902 年的下一屆國會上重新提交這些法案。然而，該委員會的建議包括否決中倫敦鐵路的環線計劃，並開通一條從哈默史密斯到倫敦市的快速地鐵線，以方便倫敦的通勤者。當時大都會鐵路和區域鐵路均提供從哈默史密斯到倫敦市的列車服務，但大都會鐵路的路線需途經帕丁頓和內環線北段，而區域鐵路的路線需途經伯爵宮和內環線南段。蒸汽列車速度很慢，加上軌道空間有限，班次因為需要與兩公司其他路線的服務協調而受到影響。快速的電動地鐵提供了一個有吸引力的替代方案。

### 环线计划（1902-1905）

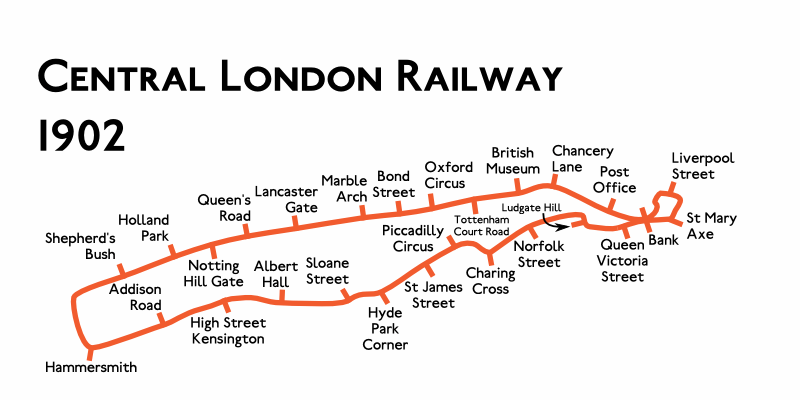
1902年的大環線計劃

中倫敦鐵路向 1902 年的國會提出了更具野心的替代法案，其中建議在兩個現有端點之間建造一條新的南線，將整條鐵路變成一個大迴車道，並採納了委員會關於哈默史密斯至市區路線的建議。在西端，新隧道將從牧者叢站西側的盡頭迴轉側線和車輛段通道隧道延伸出去。這條路線將先後穿越牧者叢綠地、高霍德路（Goldhawk Road）、哈默史密斯樹叢路地底，並在樹叢路的南端、與布魯克綠地路（現牧者叢路）的拐角處設站，以便與那裡已有的三個車站進行換乘。1901 年時，大都會鐵路、區域鐵路和倫敦及西南鐵路公司均在哈默史密斯設有車站。
建議路線之後從哈默史密斯轉向東，在哈默史密斯路和肯辛頓高街地下運行，並在區域鐵路的艾迪生路站（現肯辛頓奧林匹亞站）和高街肯辛頓站設換乘站。路線之後沿著肯辛頓花園的南側、肯辛頓路、肯辛頓蹄形地和騎士橋下方延伸。皇家阿爾伯特音樂廳以及騎士橋與斯隆街的交界處將設一站，布朗普頓和皮卡迪利圓環鐵路（B&PCR）已獲得在此建造車站的許可。從斯隆街開始，建議路線位於 B&PCR 批准路線的下方，穿過騎士橋東段、海德公園角下方，沿著皮卡迪利街一直到皮卡迪利圓環。建議路線隨後會與 B&PCR 一樣在海德公園角附近設站。而建議路線的下一個站位於聖詹姆斯街，距離 B&PCR 的多佛街站東側不遠。在皮卡迪利圓環，建議路線計劃與貝克街和滑鐵盧鐵路（當時正暫時停工）尚未完工的車站建立換乘站。隨後，建議路線將在萊斯特廣場下方轉向東南，到達查令十字車站，然後向東北經河岸街前往諾福克街，與大北方及河岸鐵路的計劃總站換乘。（B&PCR 與大北方及河岸鐵路後於1902年合併，成為大北方、皮卡迪利和布朗普頓鐵路，即皮卡迪利線前身。）
建議路線隨後向東穿過弗利特街，到達勒德門圓環，與東南及查塔姆鐵路的勒德門山站換乘，然後向南穿過新橋街、向東進入維多利亞女王街，並計劃在該處與區域鐵路的市長官邸站設轉乘站。該線路隨後將繼續穿過維多利亞女王街，抵達銀行站，並將在既有月台下方設置獨立的月台。路線的最後一段是在前一年法案的東迴車道基礎上發展起來的，隧道蜿蜒在城市狹窄、曲折的街道之下。這兩條隧道將以疊落形式沿康丘街和利德賀街往東、沿聖瑪麗斧街往北，然後向西到利物浦街車站，沿布洛姆菲爾德街往南、沿大溫徹斯特街往東、沿奧斯汀修道士街和老寬街往南、再沿針線街往西，隧道將在那裡與現有的隧道線相連以回到銀行。迴車道上將設有兩個車站；分別位於聖瑪麗斧街南端和利物浦街站。為了容納營運更長線路所需的額外機車車輛，車廠必須向北擴建。發電站也將擴建，以增加電力供應。中倫敦鐵路估計該計劃將花費 3,781,000 英鎊（約合今天的4.37億英鎊）， 2,110,000 英鎊用於建設，873,000 英鎊用於土地，798,000 英鎊用於電氣設備和列車。
以上法案是 1902 年國會收到的眾多法案之一（其中包括幾項關於哈默史密斯至市區路線的法案），並由溫莎勳爵領導的另一個聯合委員會進行審查。當時該委員會負責審查東西向的地鐵法案，里布爾斯代爾勳爵 （Lord Ribblesdale）領導下的另一委員會則負責審查南北走向的地鐵法案。該法案得到了與該路線換乘的主線鐵路公司以及亦設有銀行站的城市及南倫敦鐵路的支持。倫敦郡議會和倫敦市法團也支持此計畫。大都會鐵路表示反對，因為它認為建議路線將使內環線的服務面臨進一步的競爭。國會對在鄰近許多城市銀行金庫的地方建造隧道的安全性提出了質疑，並且提出了地面沉降可能導致金庫門被卡住的風險。另一個擔憂是荷蘭人教堂的地基可能會被破壞。溫莎委員會否決了牧者叢和銀行之間的路段，傾向於選擇約翰·皮爾龐特·摩根支持的皮卡迪利、城市及東北倫敦鐵路（PC&NELR）的競爭路線。由於建議路線的主要部分均被否決，中倫敦鐵路公司撤回了城市環線計劃，在法案中只留下一些對既有線路的改進，等待政府批准。1902 年《中倫敦鐵路法》（2 Edw. 7.c. cxlv）於當年 7 月 31 日頒布。 
1902 年末，PC&NELR 計劃因計劃發起人之間的爭吵而失敗，導致計劃線路的關鍵部分落入競爭對手倫敦地下電氣鐵路公司 （UERL） 的控制，後者將該計劃從國會審議中撤回。PC&NELR 方案出局後，中倫敦鐵路於 1903 年重新提交了法案，但該法案的審議再次因國會成立倫敦交通皇家委員會而受阻，該委員會的任務是評估倫敦交通的發展方式。在委員會審議期間，新線和擴建法案的任何審查均被推遲，因此中倫敦鐵路撤回了該法案。1905 年，中倫敦鐵路公司曾短暫地重新提交了該法案，但又撤回了。隨後，該公司於 1905 年 10 月與 UERL 達成協議，規定兩家公司均不會在 1906 年提交東西向路線的法案。隨後，該計劃被放棄，因為新列車兩端均設有駕駛室，這讓中倫敦鐵路公司能夠在不建造環線的情況下將列車之間的最短間隔縮短至兩分鐘。

### 伍德巷環線（1906-1908）

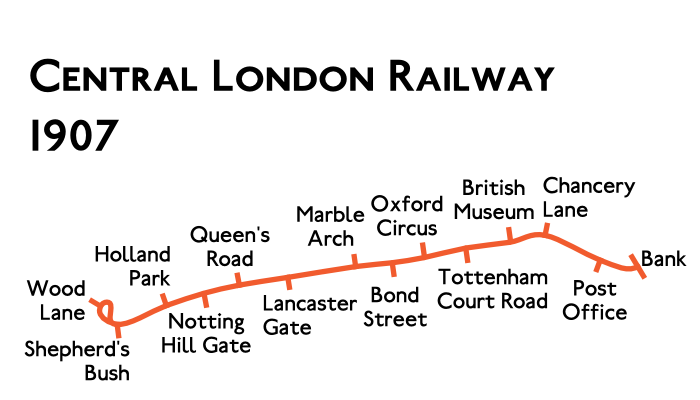
1907 年核准的路線：鐵路從圖左側的伍德巷 （Wood Lane） 延伸至右側的銀行（Bank）。伍德巷位於牧者叢 （Shepherd's Bush） 的小迴車道上。

1905 年，英國政府宣布計劃舉辦國際博覽會，以慶祝於 1904 年與法國簽署的《英法協約》。英法博覽會的白城會址位於伍德巷，在中倫敦鐵路車廠對面。為利用機會運送參觀者前往展覽會，中倫敦鐵路於 1906 年 11 月提出了一項法案，尋求建立一條從牧者叢站往返的環線，並在該環線上靠近展覽會入口處設伍德巷站。相關法案於 1907 年7 月 26 日獲御准，成為 1907 年《中倫敦鐵路法》。 
伍德巷環線先以一段隧道連接牧者叢車站西側的調車隧道末端和車廠北側。從牧者叢出發，列車沿著單軌迴車道逆時針行駛，首先通過原始車廠通道隧道，然後經過車廠北側，穿過新車站，然後進入新段隧道返回牧者叢。車廠佈局也進行了修改，以適應新車站和新的迴車道運作。展覽會場地的建設工作於 1907 年 1 月開始，展覽會和新車站於1908 年5 月 14 日開放。車站位於兩個隧道口之間的地面上，基本設計由 Harry Bell Measures 完成。彎曲軌道的兩側都有月台——乘客在一個月台下車，在另一個月台上車（這種安排現在被稱為「西班牙解決方案」）。

### 利物浦街（1908-1912）

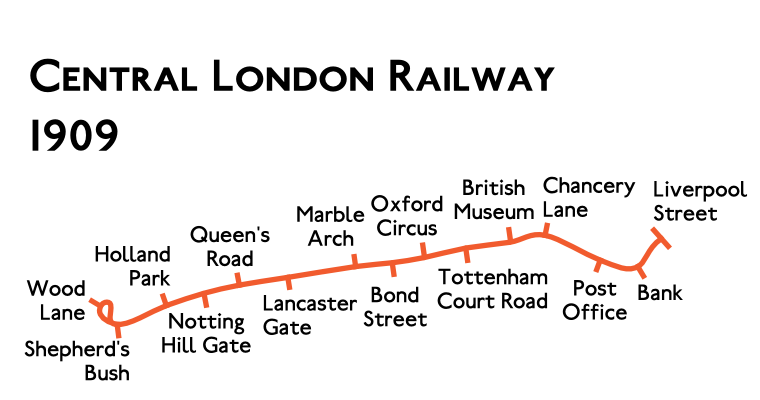
1909年獲准的路線，可見中倫敦鐵路東延至利物浦街（Liverpool Street）

隨著伍德巷延伸線的投入運營，中倫敦鐵路公司重新審視了早先從銀行站向東延伸至利物浦街站的計劃。這一次，大東部鐵路允許中倫敦鐵路在其自己的主線終點站下建造一個車站，但條件是不得從那裡向北或東北方向進一步延伸——即大東部鐵路從利物浦街出發的路線所服務的地區。於 1908 年 11 月公佈的相關法案在 1909 年國會上通過，並於 1909 年8 月 16 日獲得御准，成為 1909 年《中倫敦鐵路法》（9 Edw. 7. c. lxxi）。利物浦街站於 1910 年 7 月開始建設，並於 1912 年7 月 28 日啟用，並同時成為倫敦第二座配有自動扶梯的地鐵站（第一座為伯爵宮站，其連接深、淺層路線月台的自動扶梯於1911年啟用）。當時利物浦街地鐵站總共有四部自動扶梯，兩部開往利物浦街火車站，兩部開往相鄰、屬北倫敦鐵路的寬街站。

### 伊靈大道（1911-1920）
中倫敦鐵路的下一個計劃是向西延伸至伊靈。 1905 年，大西部鐵路公司獲國會批准修建伊靈及牧者叢鐵路（E&SBR），該鐵路分別於伊靈大道和牧者叢北部連接大西部主線和西倫敦鐵路。 [ 62 ]從伊靈出發，新鐵路向東北彎曲，穿過當時仍以農村為主的北阿克頓，然後向東與大西部鐵路的海威科姆線並行一小段，最後轉向東南。該線隨後在老橡公地和蒿草叢（Wormwood Scrubs）以南附近一段長 0.8 公里的堤上運行，之後在中倫敦鐵路車廠北面不遠處連接西倫敦鐵路。
E&SBR 的建設工作未有立即開始，1911 年，大西部鐵路同意中倫敦鐵路通過 E&SBR 營運前往伊靈大道的列車服務。隨後，中倫敦鐵路向英國國會呈上從伍德巷站向北延伸一小段以連接 E&SBR 的法案。法案於 1911 年8 月 18 日獲御准，成為 1911 年《中倫敦鐵路法》（1 & 2 Geo. 5.c. lxxxiii）。E&SBR 由大西部鐵路建造，於 1917年 4 月 16 日以蒸汽貨運列車專用線形式通車。軌道電氣化工程被推遲到第一次世界大戰結束後才展開，因此中倫敦鐵路於 1920 年 8 月 3 日才將列車服務西延至服務伊靈，同日 E&SBR 當時的惟一中間站東阿克頓站亦同步啟用。
伍德巷站經過改造和擴建，以容納連接 E&SBR 的北延軌道。迴車道上原有的月台被保留，繼續供返回倫敦市中心的列車使用，位置較低的新軌道上亦建造了兩個新的月台，供往返伊靈的列車使用，新軌道連接迴車道的兩側。伊靈大道站經過改造，在大西部鐵路和區域鐵路使用的既有但獨立的月台之間提供了供中倫敦鐵路使用的額外月台。
為了在 6.97 公里的延伸段提供服務，中倫敦鐵路從布拉什公司額外訂購了 24 輛設發動機的車廂。這些車廂於 1917 年交付後，首先由貝克街及滑鐵盧鐵路借用，以暫代其為沃特福德延線訂購的車廂。新車廂是第一輛完全封閉的管狀列車，車尾沒有閘控平台，兩側裝有鉸鏈門，以加快乘客的上車時間。為了使用新車輛，中倫敦鐵路改裝了 48 節現有車廂，與 24 節新車廂一起組成 12 列六節車廂的列車。在沃特福德延線使用期間進行的修改意味著新舊車廂並不相容，因此新車廂被稱為伊靈車廂。
伊靈及牧者叢鐵路一直並非中倫敦鐵路公司擁有，而是屬於大西部鐵路公司。 1948 年初英國鐵路國有化，當時該鐵路（伊靈大道站除外）轉歸倫敦交通局。伊靈大道站則轉歸由大西部鐵路的繼任者英國鐵路公司。

### 列治文（1913, 1920）
1912 年 11 月 ，中倫敦鐵路公司宣布計畫從牧者叢向西南延伸出一條支線。隧道先沿高霍德路、史丹佛溪路和巴斯路下方建造，再穿過 奇西克公地，後轉向南、經過一小段特南綠地臺下方，接著沿奇西克高路向西行，最終於倫敦及西南鐵路公司（L&SWR） 的古納斯伯里站以東出土。在這裡，中倫敦鐵路的列車將通過 L&SWR 軌道向西南行駛至列治文站，該段軌道較早時已開始與區域鐵路共用，並於 1905 年電氣化。車站計劃設在高霍德路與樹叢路、帕登斯威克路和瑞萊特路交界處、埃姆林路與史丹佛溪路交界處、特南綠地臺（用於連接 L&SWR / 區域鐵路的特南綠地站）以及奇西克高路與希思菲爾德臺交界處。在列治文以西，中倫敦鐵路認為其列車將有機會通過 L&SWR 軌道繼續前往通勤城鎮特威克納姆、桑伯里和謝珀頓，但相關軌道需先進行電氣化。1913 年 8 月 15日，相關法案獲御准，成為 1913 年《中倫敦鐵路法》（3 & 4 Geo. 5. c. lxxiii），但礙於第一次世界大戰，工程未能開工，許可也已過期。 
1919 年 11 月，中倫敦鐵路發布了一項新法案，旨在恢復列治文延線計劃，但採取了只需要建造一小段隧道的新路線。新方案是從牧者叢站向南建造隧道，這些隧道將通到地面，連接到哈默史密斯樹叢路站以北已於 1916 年關閉的廢棄 L&SWR 軌道。從哈默史密斯出發，廢棄的 LS&WR 軌道繼續向西延伸，沿著與區域鐵路軌道共用的高架橋（該高架橋早於1911年就被拓寬，將區域鐵路開往列治文、豪恩斯洛、伊靈和鄂克斯橋站的電氣列車服務與 L&SWR 的蒸汽列車服務分隔開來，但前者在競爭中勝過後者，令後者於 1916 年被取消，從而導致相關的 L&SWR 軌道被廢棄。雖然如此，該橋和兩組軌道均仍歸 L&SWR 所有。）穿過特南綠地後，到達古納斯伯里和列治文。該計畫要求對廢棄軌道進行電氣化，但大幅縮減了昂貴的隧道工程，並可與區域鐵路共享路線上的既有車站。 1920 年8 月 4 日，該計劃作為 1920 年《中倫敦及大都會區域鐵路公司（工程）法》（10 & 11 Geo. 5. c. lxxxii）的一部分獲得批准，但中倫敦鐵路公司最終沒有落實計劃。雷文史各公園和特南綠地間的廢棄 L&SWR 軌道最終於 1932 年被皮卡迪利線用於從哈默史密斯向西延伸。 

## 竞争、合作和出售（1096-1913）
1906 年，中倫敦鐵路運載了 43,057,997 名乘客。 1907 年，客量下降了 14%，為 36,907,491 人。 1908 年英法博覽會將遊客數量大幅增加，但此後又有所回落，至 1912 年約為3,600 萬人。 客量於 1906 年起下降的原因是來自區域鐵路和大都會鐵路的競爭加劇，後兩者於 1905 年實現了內環線的電氣化，而大北方、皮卡迪利及布朗普頓鐵路（GNP&BR） 也於 1906 年開通了通往哈默史密斯的競爭路線。隨著巴士開始大量取代馬拉車輛，道路交通也帶來了更大的挑戰。為了維持收入，該公司於 1907 年 7 月將長途旅行的統一票價提高到 3 便士，並於 1909 年 3 月將短途旅行的票價降低到 1 便士。先前以面額出售的多本票券以折扣價出售，從 1907 年 7 月起，含 12 張 3 便士票的票條以 2 先令 9 便士的價格出售，折扣為 3 便士；從 1908 年 11 月起，含 12 張 2 便士票的票條以 1 先令 10 便士的價格出售，折扣為 2 便士。中倫敦鐵路亦從 1911 年 7 月開始推出季票。
中倫敦鐵路亦透過利用技術進步來節約成本。 1909 年，在司機控制裝置上引入了失能開關，並在信號和列車上引入了「跳閘旋塞」裝置，這意味著不再需要助理司機來確保安全。訊號自動化使得該線16個訊號箱中的大部分被關閉，並減少了訊號工作人員。1911年起，中倫敦鐵路開設了包裹服務，對四列列車的駕駛室進行了改裝，提供了可供分類包裹的隔間。包裹由騎三輪車的送貨員在每個車站收集並分發到目的地。這項服務賺取了少量利潤，但由於戰時勞動力短缺，包裹服務於 1917 年結束。
收入下降的問題不僅限於中倫敦鐵路；倫敦的所有深層地鐵線路以及屬淺層路線的區域鐵路和大都會鐵路都在一定程度上受到了競爭的影響。乘客數量減少導致收入減少，使得公司難以償還借入資本或向股東支付股利。從 1905 年起，中倫敦鐵路的股利支付率下降到了 3%，而 UERL 線路的股利支付率更低至 0.75%。1907年起，中倫敦鐵路、UERL、城市及南倫敦鐵路以及大北方及城市鐵路公司開始引入票價協議。從 1908 年起，他們開始以地下鐵路「Underground」這個共同品牌來展示自己。1912 年 11 月，經過秘密的收購談判，UERL 宣布收購中倫敦鐵路，以自己的一股股票換取中倫敦鐵路的每一股股票。同時，UERL 也收購了城市及南倫敦鐵路，用其兩股股份換取了後者的三股股份，反映出後者的財務狀況較弱。[ 81 ] 儘管中倫敦鐵路公司在法律上仍然與 UERL 的其他地鐵線路分開，相關收購於1913 年1 月 1 日生效。

## 改造和整合（1920-1933）
收購之後，UERL 採取措施將中倫敦鐵路的業務與自己的業務整合。中倫敦鐵路的發電廠於 1928 年 3 月關閉，電力由 UERL 位於車路士的洛茲路發電站供電。較繁忙的車站進行了現代化改造；銀行站和牧者叢站於 1924 年安裝了自動扶梯，托登罕宮路站和牛津圓環站於 1925 年安裝了自動扶梯，邦德街站於 1926 年安裝了自動扶梯，並啟用了由查爾斯·霍爾頓設計的新入口。 1930 年代初，法院巷站和石拱門站也進行了重建，以安裝自動扶梯。
1923 年 11 月 5 日，伊靈延線上的北阿克頓和西阿克頓站啟用，以服務皇家公園周圍的住宅和工業發展。與東阿克頓站一樣，兩站建築都是基本結構，站台上設有簡單的木質遮雨棚。自 1906 年霍本站隨 GNP&BR 啟用以來，中倫敦鐵路公司就一直認為在霍本站附近的大英博物館站位置不佳，且無法與霍本站換乘。 1907 年，中倫敦鐵路曾考慮興建一條連接兩站的地下行人通道，但並未實施。1913 年 11 月，中倫敦鐵路在一份提交給國會的法案提出了擴闊高霍本路下方一段隧道的提議，以便在霍本站為中倫敦鐵路建造新的月台，並廢除大英博物館站。該提案於 1914 年獲得批准，但第一次世界大戰阻止了任何工程的進行，直到 1930 年，UERL 才恢復權力並開始建設工作。 1933 年 9 月 25 日，霍本站的新月台、售票大廳以及通往兩條路線的手扶梯正式啟用，而大英博物館站已於前一天關閉。
1926 年 3 月至 1928 年 9 月期間，中倫敦鐵路分階段改裝了剩餘的閘門車廂。末端車廂平台被封閉以提供額外的乘客空間，並在每側安裝了兩扇滑動門。此次改裝不僅增加了運力，還允許中倫敦鐵路從列車乘務員中移除門衛，將門禁責任轉交給兩名警衛，每人負責管理半輛列車。最後，1928 年引入司機/護衛通訊系統使中倫敦鐵路不再需要第二名護衛，將列車乘務員人數減少到僅一名駕駛和一名護衛。在伍德巷站，車廂側面增加門造成問題，因為該站位於迴車道內側的月台長度受到相鄰的車廠通道限制。這個問題透過為月台引入一個樞軸部分得到解決，該樞軸部分通常位於通道上方，作為月台的延伸部分，允許乘客正常登上列車，但可以被移除以進入車廠。

## 公有化（1923-1933）
儘管中倫敦鐵路與倫敦地下電氣鐵路公司（UERL）的合作更加密切，兩者均進行了車站改進及地鐵網絡延伸工程（後者的貝克盧線於 1917 年北延至沃特福德交匯站；查令十字、尤斯頓及漢普斯特德鐵路於 1923/24 年北延至埃奇韋爾；城市及南倫敦鐵路於 1926 年南延至莫登。），但兩公司的財務狀況仍然十分艱難。在路面交通上，倫敦通用巴士公司（LGOC）透過實際上壟斷巴士服務賺取巨額利潤，並且支付遠高於地下鐵路公司的股息。 1911 年，也就是被 UERL 接手的前一年，其股利為 18%。因此，UERL 於 1912 年收購該巴士公司，這使得 UERL 集團能夠透過集中收入，利用巴士公司的利潤來補貼利潤較低的鐵路。然而，1920 年代初期來自眾多小型巴士公司的競爭削弱了 LGOC 的獲利能力，並對整個 UERL 集團的獲利能力產生了負面影響。
為了保護 UERL 集團的收入，其董事長阿什菲爾德勳爵遊說政府對倫敦地區的交通服務進行監管。從1923年開始，一系列立法舉措朝著這個方向發展，阿什菲爾德和工黨倫敦郡議員（後來成為國會議員和運輸大臣）赫伯特莫里森（Herbert Morrison）走在了有關運輸服務應受到何種程度的監管和公共控制的辯論的最前線。阿什菲爾德希望制定監管規則，保護 UERL 集團免受競爭影響，並允許其對倫敦郡議會的有軌電車系統進行實質控制；莫里森傾向於完全公有制。經過七年的努力，終於在 1930 年底，一項建議成立倫敦客運委員會的法案被呈上英國國會。該委員會是一家公共公司，以委協形式：實行公有制但不完全國有化，控制 UERL、大都會鐵路以及倫敦客運區內的所有巴士和電車營運商。委員會於 1933 年 7 月 1 日成立，中倫敦鐵路和其他地下鐵路公司的資產所有權亦於同日轉移到委員會中。由於中倫敦鐵路公司仍有一些零碎股份無法分配給股東，而自 1912 年以來欠銀行 Glyn, Mills & Co. 一份契約的利息亦未還清，因此中倫敦鐵路公司繼續存在以作為碎股保管庫，並用於支付利息。該公司最後於 1939 年3 月 10 日清盤。

## 后续发展
被倫敦客運委員會接管後，哈利·貝克設計的倫敦地鐵路線圖開始將中倫敦鐵路改稱中倫敦線。
1935 年，倫敦客運委員會宣布了作為其新工程計劃 1935-40，其中包括數項針對中倫敦線的計劃：
- 進行隧道工程，延長各站月台以容納更長的列車，並糾正導致運行速度減慢的錯位隧道部分
- 從北阿克頓站向西延伸，並連接將被接管和電氣化的大西部鐵路市郊線鐵路至位於白金漢郡的丹納姆（Denham）站
- 從利物浦街站東延至斯特拉福德，並於當地連接將被接管和電氣化的倫敦及東北鐵路海諾特、埃平及翁加爾支線鐵路，使服務範圍擴至東倫敦及埃塞克斯郡

計劃亦包括建造一個新車站來取代狹窄的伍德巷站。由於預計中倫敦線服務範圍將遠遠超出倫敦郡的邊界，“倫敦”一詞於 1937 年8 月 23 日從名稱中被刪除；此後，它就簡稱為“中線”或中央線。從北阿克頓經格林福德和萊斯里普到丹納姆的西延線原定於 1940 年 1 月至 1941 年 3 月之間開通。從利物浦街到斯特拉福德、萊頓和紐貝利公園的東延線，以及通往海諾特、埃平和翁加爾的路線，原定於 1940 年和 1941 年開通。第二次世界大戰導致這兩條延伸線的工程停頓，倫敦地鐵服務在 1946 年至 1949 年間分階段延伸，不過從西萊斯里普到丹納姆的最後一段西延線最終被取消。中倫敦鐵路原有的地下部分構成了中央線 72.17 公里線路的核心路段。
在第二次世界大戰期間，東延線間士丘和紅橋站之間長 4 公里的已完工隧道被 Plessey 電子公司用作工廠，用於製造飛機電子零件。利物浦街、貝思納爾綠地、以及斯特拉福德與萊頓之間的已完成隧道則被用作防空洞。大英博物館站的封閉部分也被用作防空洞。 在法院巷，建在運行隧道下方、直徑 5.03 米，長 370 米的深層防空洞於1941 年到 1942 年初建成，供政府用作受保護通訊中心。郵局站（1937 年更名為圣保罗站）曾計劃建造一個類似的防空洞，但後來被取消了。 1939 年 1 月，該站安裝了自動扶梯後，不再使用的升降梯槽被改建為中央電力局的受保護控制中心。